# 1976年夏季残疾人奥林匹克运动会香港代表团
1976年夏季残疾人奥林匹克运动会香港代表团是香港派出的1976年夏季残疾人奥林匹克运动会代表团。获得1枚银牌和2枚铜牌。